# Rudolf Fajs
Rudolf Fajs, šolnik, prevajalec, * 9. marec 1911, Šmarje pri Jelšah, † 4. januar 1960, Ljubljana.

## Življenje in delo
Rodil se je v kmečki družini, oče je bil Jožef, mati Marija (rojena Vrešak). Obvezno šolanje je opravil v domačem kraju, maturiral je na realni gimnaziji v Celju leta 1932, nato je zaključil študij prava na Univerzi v Ljubljani leta 1938. Med vojno je bil v upravni službi, po drugi svetovni vojni je šel poučevat na slovenske šole v Italijo, najprej v Ronke (od 1946 do 15. januarja 1947), nato na Trgovsko strokovno šolo v Trstu (1947–48), na srednjo šolo Ivan Cankar pri Sv. Jakobu v Trstu (1948–54), potem pa spet na Trgovsko strokovno šolo (1954–55). Žal ni dobil stalne službe in je poučeval le kot suplent, ker ni imel italijanskega državljanstva, zato se je vrnil v Ljubljano. V Trstu je vsekakor v šolskem letu 1949–50 ustanovil revijo Literarne vaje kot glasilo razredov, v katerih je poučeval slovenščino. Že druga številka lista je zajela vso srednjo šolo Ivan Cankar. Prvi letnik revije je natipkal kar sam (v treh izvodih), naslednji letnik je bil razmnožen v 300 izvodih, tretje leto so začele Literarne vaje izhajati tiskane za vse slovenske srednje in strokovne šole na Tržaškem, nekoliko pozneje tudi na Goriškem.
Za Literarne vaje IV. letnik (1952–53), je v slovenščino prevedel prvi del povesti Alphonsa Daudeta Le petit chose in ji dal naslov Mali Onè, povest je izhajala skozi ves letnik.